# Litorhina erythraeus
Litorhina erythraeus är en tvåvingeart som först beskrevs av Mario Bezzi 1906.  Litorhina erythraeus ingår i släktet Litorhina och familjen svävflugor. Inga underarter finns listade i Catalogue of Life.